# Basket-ball aux Jeux olympiques d'été de 1976
Navigation
Munich 1972 Moscou 1980
Résultats des épreuves de basket-ball aux Jeux olympiques d'été de 1976 à Montréal.
Lors de son trente-neuvième congrès mondial qui se déroule à Munich durant les jeux olympiques de 1972, la Fédération internationale de basket-ball amateur (FIBA) décide de créer un tournoi olympique féminin en parallèle du tournoi masculin. Toutefois, le CIO refusant d'augmenter au-delà de dix-huit équipes le nombre d'équipes, la FIBA réduit de seize à douze le nombre d'équipes masculines, le tournoi féminin regroupant six équipes.
Pour le tournoi masculin, les trois équipes médaillées du tournoi olympique, l'URSS, les États-Unis et Cuba sont automatiquement qualifiées en compagnie du pays organisateur. Cinq équipes représentant les cinq continents, le Japon pour l'Asie (en remplacement de la Chine), l'Australie pour l'Océanie, Porto Rico pour les Amériques (via les jeux panaméricains), l'Égypte pour l'Afrique et l'Italie pour l'Europe, portent le nombre à neuf. Les trois dernières équipes sont la Yougoslavie, la Tchécoslovaquie et le Mexique se qualifient par l'intermédiaire d'un tournoi de qualification disputé au Canada.
Le Canada est la première équipe qualifiée pour le tournoi féminin. Les trois meilleures équipes du champion du monde 1975, l'URSS, le Japon et la Tchécoslovaquie sont également qualifiées. Les États-Unis et la Bulgarie se qualifient par un tournoi de qualification qui se déroule également au Canada.

## Podium
| Épreuve | Or | Argent | Bronze |
| Hommes  | États-Unis Phil Ford Steve Sheppard Adrian Dantley Walter Davis Quinn Buckner Ernie Grunfeld Kenny Carr Scott May Tate Armstrong Tom LaGarde Phil Hubbard Mitch Kupchak                                              | Yougoslavie Blagoja Georgievski Dragan Kićanović Vinko Jelovac Rajko Žižić Željko Jerkov Andro Knego Zoran Slavnić Krešimir Ćosić Damir Šolman Žarko Varajić Dražen Dalipagić Mirza Delibašić | URSS Vladimir Arzamaskov Aleksandr Salnikov Valeri Miloserdov Aljan Jarmoukhamedov Andrei Makeyev Ivan Edeshko Sergei Belov Vladimir Tkatchenko Anatoli Mychkine Mikheil Korkiya Aleksandr Belov Vladimir Jigily             |
| Femmes  | URSS Olga Barysheva Tamara Daunienė Natalya Klimova Tatiana Ovetchkina Angelė Rupšienė Nadezhda Shuvayeva Nadezhda Zakharova Uļjana Semjonova Raisa Kurvyakova Nelli Feryabnikova Olga Soukharnova Tetyana Zakharova | États-Unis Cindy Brogdon Susan Rojcewicz Ann Meyers Lusia Harris Nancy Dunkle Charlotte Lewis Nancy Lieberman Gail Marquis Patricia Roberts Mary Anne O'Connor Patricia Head Juliene Simpson  | Bulgarie Krasimira Bogdanova Diana Dilova Krasimira Gyurova Penka Metodieva Snezhana Mikhaylova Girgina Skerlatova Mariya Stoyanova Margarita Shtarkelova Petkana Makaveeva Nadka Golcheva Penka Stoyanova Todorka Yordanova |

## Hommes

### Premier tour

#### Groupe A
| Rang | Équipe    | Pts | J | G | P | Pp  | Pc  | Diff |  | Résultats (dom.\ext.) |        |        |        |         |         |        |
| ---- | --------- | --- | - | - | - | --- | --- | ---- |  | --------------------- | ------ | ------ | ------ | ------- | ------- | ------ |
| 1    | URSS      | 10  | 5 | 5 | 0 | 548 | 374 | 174  |  | URSS                  |        | 108-85 | 98-72  | 93-77   | 120-77  | 129-63 |
| 2    | Canada    | 9   | 5 | 4 | 1 | 446 | 416 | 30   |  | Canada                | 85-108 |        | 84-79  | 81-69   | 92-84   | 104-76 |
| 3    | Cuba      | 8   | 5 | 3 | 2 | 448 | 402 | 46   |  | Cuba                  | 72-98  | 79-84  |        | 111-89  | 89-75   | 97-56  |
| 4    | Australie | 7   | 5 | 2 | 3 | 472 | 481 | -9   |  | Australie             | 77-93  | 69-81  | 89-111 |         | 120-117 | 117-79 |
| 5    | Mexique   | 6   | 5 | 1 | 4 | 461 | 511 | -50  |  | Mexique               | 77-120 | 84-92  | 75-89  | 117-120 |         | 108-90 |
| 6    | Japon     | 5   | 5 | 0 | 5 | 364 | 555 | -191 |  | Japon                 | 63-129 | 76-104 | 56-97  | 79-117  | 90-108  |        |

#### Groupe B
| Rang | Équipe          | Pts | J | G | P | Pp  | Pc  | Diff |  | Résultats (dom.\ext.) |        |        |        |        |       |        |
| ---- | --------------- | --- | - | - | - | --- | --- | ---- |  | --------------------- | ------ | ------ | ------ | ------ | ----- | ------ |
| 1    | États-Unis      | 10  | 5 | 5 | 0 | 396 | 349 | 47   |  | États-Unis            |        | 112-93 | 106-86 | 81-76  | 95-94 | 2-0    |
| 2    | Yougoslavie     | 9   | 5 | 4 | 1 | 366 | 343 | 23   |  | Yougoslavie           | 93-112 |        | 88-87  | 99-81  | 84-63 | 2-0    |
| 3    | Italie          | 8   | 5 | 3 | 2 | 349 | 344 | 5    |  | Italie                | 86-106 | 87-88  |        | 79-69  | 95-81 | 2-0    |
| 4    | Tchécoslovaquie | 7   | 5 | 2 | 3 | 418 | 406 | 12   |  | Tchécoslovaquie       | 76-81  | 81-99  | 69-79  |        | 89-83 | 103-64 |
| 5    | Porto Rico      | 6   | 5 | 1 | 4 | 323 | 363 | -40  |  | Porto Rico            | 94-95  | 63-84  | 81-95  | 83-89  |       | 2-0    |
| 6    | Égypte          | 1   | 5 | 0 | 5 | 64  | 111 | -47  |  | Égypte                | 0-2    | 0-2    | 0-2    | 64-103 | 0-2   |        |

### Phase finale
|  | Tour de classement | Tour de classement |             |    | 1re place | 1re place |
|  | Tour de classement | Tour de classement |             |    | 1re place | 1re place |
|  |                    |                    |             |    |           |           |
|  |                    |                    |             |    |           |           |
|  |                    |                    |             |    |           |           |
|  | Yougoslavie        | 89                 |             |    |           |           |
|  | Yougoslavie        | 89                 |             |    |           |           |
|  | URSS               | 84                 |             |    |           |           |
|  | URSS               | 84                 | Yougoslavie | 74 |           |           |
|  |                    |                    | Yougoslavie | 74 |           |           |
|  |                    | États-Unis         | 95          |    |           |           |
|  | États-Unis         | États-Unis         | 95          | 95 |           |           |
|  | États-Unis         |                    |             | 95 |           |           |
|  | Canada             | 77                 |             |    |           |           |
|  | Canada             | 77                 | 3e place    |    |           |           |
|  |                    |                    |             |    |           |           |
|  |                    |                    |             |    |           |           |
|  |                    |                    |             |    |           |           |
|  | URSS               | 100                |             |    |           |           |
|  | URSS               | 100                |             |    |           |           |
|  | Canada             | 72                 |             |    |           |           |
|  | Canada             | 72                 |             |    |           |           |

Source : Maxi-Basket

### Classement final
1. États-Unis
2. Yougoslavie
3. URSS
4. Canada
5. Italie
6. Tchécoslovaquie
7. Cuba
8. Australie
9. Porto Rico
10. Mexique
11. Japon
12. Égypte

## Femmes

### Résultats
La compétition concerne six équipes, qui s'opposent sous la forme d'un round-robin, tournoi disputé sous forme de poule. 
| Rang | Équipe           | Pts | J | G | P | Pp  | Pc  | Diff |  | Résultats (dom.\ext.) |        |        |       |       |        |        |
| ---- | ---------------- | --- | - | - | - | --- | --- | ---- |  | --------------------- | ------ | ------ | ----- | ----- | ------ | ------ |
| 1    | Union soviétique | 10  | 5 | 5 | 0 | 504 | 346 | 158  |  | Union soviétique      |        | 112-77 | 91-68 | 88-75 | 98-75  | 115-51 |
| 2    | États-Unis       | 8   | 5 | 3 | 2 | 415 | 417 | -2   |  | États-Unis            | 77-112 |        | 95-79 | 83-67 | 71-84  | 89-75  |
| 3    | Bulgarie         | 8   | 5 | 3 | 2 | 365 | 377 | -12  |  | Bulgarie              | 68-91  | 79-95  |       | 67-66 | 66-63  | 85-62  |
| 4    | Tchécoslovaquie  | 7   | 5 | 2 | 3 | 351 | 359 | -8   |  | Tchécoslovaquie       | 75-88  | 67-83  | 66-67 |       | 76-62  | 67-59  |
| 5    | Japon            | 7   | 5 | 2 | 3 | 405 | 400 | 5    |  | Japon                 | 75-98  | 84-71  | 63-66 | 62-76 |        | 121-89 |
| 6    | Canada           | 5   | 5 | 0 | 5 | 336 | 477 | -141 |  | Canada                | 51-115 | 75-89  | 62-85 | 59-67 | 89-121 |        |

### Classement final
1. Union soviétique
2. États-Unis
3. Bulgarie
4. Tchécoslovaquie
5. Japon
6. Canada